# Élections municipales mozambicaines de 2018
Les élections municipales mozambicaines de 2018 se tiennent le 10 octobre 2018 au Mozambique dans le contexte tendu de négociations de paix toujours en cours entre le Frelimo au pouvoir et les membres de l'ex rébellion du Renamo devenue parti d'opposition légal. Sur 53 municipalités sortantes, 49 sont dirigées par le Frelino, les autres l'étant par le MDM, un autre parti d'opposition.